# Gianpiero Combi
Pour les articles homonymes, voir Combi.
 Gianpiero Combi, né le 20 novembre 1902 à Turin dans la région du Piémont et mort le 12 août 1956 à Imperia en Ligurie, est un footballeur international italien, qui évoluait au poste de gardien de but.
Considéré comme l'un des meilleurs gardiens du monde à son époque (et un des plus grands portiers italiens de tous les temps), à l'instar de Ricardo Zamora ou de František Plánička, et était connu pour posséder une sureté de main extraordinaire, ainsi qu'une excellente détente.
Évoluant au poste de portier, il fait toute sa carrière à la Juventus avec laquelle il remporte cinq scudetti. Sélectionné à 47 reprises en équipe d'Italie, Gianpiero Combi remporte comme capitaine la Coupe du monde 1934. Il est de plus médaillé de bronze aux Jeux olympiques de 1928 et vainqueur de la Coupe internationale en 1930 et 1935.

## Biographie

### Club
Gianpiero Combi (surnommé Fusutta ou Fusetta, ou encore Uomo di gomma) effectue toute sa carrière à la Juventus (son club formateur et équipe de sa ville natale), club qu'il rejoint en 1921.
Le premier match de sa carrière a lieu le 30 octobre 1921 lors d'un match nul 2-2 contre La Spezia. Quelques mois plus tard, il débute en championnat, le 5 février 1922, dans un match opposant le Milan AC à la Juventus qui se termine par la victoire des milanais 2-0.
Il remporte avec la Juventus le championnat 1926 n'encaissant que 18 buts lors de cette saison. Il gagne avec également quatre autres scudetti en 1930-31, 1931-32, 1932-33 et 1933-34 (période dorée bianconera dite du Quinquennio d'oro).  Avec Virginio Rosetta et Umberto Caligaris, Combi forme alors une formidable muraille défensive autant pour la Juventus que pour l'équipe d'Italie (dans un trio défensif appelé Trio Combi-Rosetta-Caligaris).

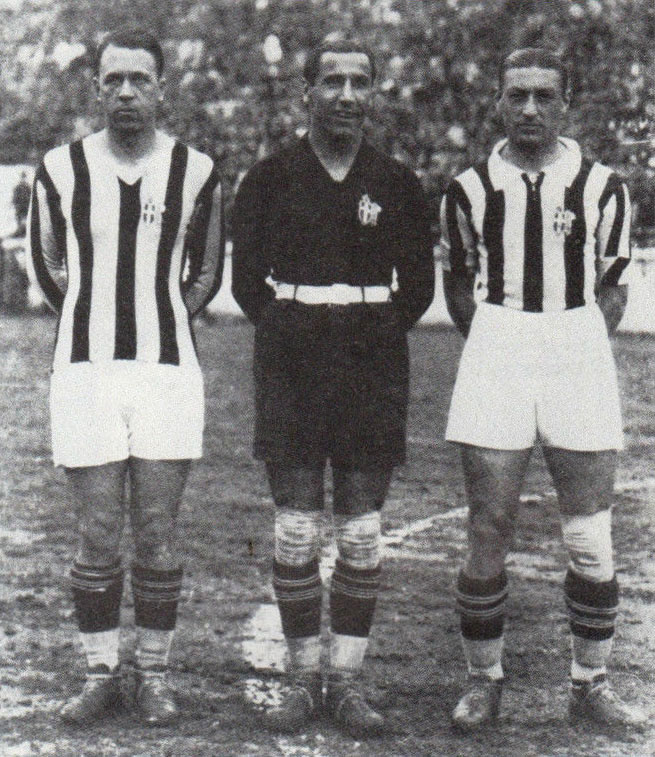
Le célèbre trio Rosetta-Combi-Caligaris, le front défensif juventino des Quinquennat d'or

Le 18 janvier 1931 (lors d'un succès en Serie A 3-2 contre l'Ambrosiana Inter), il dépasse Carlo Bigatto et ses 243 matchs en bianconero et devient alors le joueur le plus capé de l'histoire du club (avant d'être à son tour dépassé par Mario Varglien un peu plus de huit ans plus tard). Il est le premier joueur juventino à dépasser la barre des 250 matchs disputés avec le club (lors d'une défaite 5-0 jouée le 13 mars 1931 contre l'AS Roma), puis celle des 300 matchs (lors d'un succès 1-0 joué le 9 octobre 1932 toujours contre la Roma) et enfin celle des 350 matchs en bianconero (lors d'un succès 2-1 joué le 31 décembre 1933 contre Padoue).
Il dispute également avec la Juventus trois demi-finales consécutives de la Coupe Mitropa de 1932 à 1934. Ces 369 matchs disputés sous les couleurs du club turinois ne sont battus que par Dino Zoff dans les années 1970 avec 479 matchs puis par Stefano Tacconi dans les années 1980 avec 479 matchs.
Il joue son dernier match en Serie A le 15 avril 1934, dans une victoire 2-1 face Brescia. Au total Combi joué pendant 13 saisons avec la Juventus, totalisant 368 matchs pour la Vieille Dame pour 361 buts encaissés (dont 382 matchs pour 335 buts encaissés en championnat).

### Sélection
Il fait ses débuts en équipe nationale italienne à 21 ans, le 6 avril 1924, à Budapest contre la Hongrie, cette rencontre se solde sur un 7-1 pour les Hongrois. Il ne revient en sélection qu'un an et sept matchs plus tard (convonqué par la commission technique composée de Rangone, Milano et Baccani), le 22 mars 1925, l'Italie écrase la France 7-0 et Combi s'impose comme gardien numéro 1 de l'Italie pour les dix ans à venir. Son premier match en tant que capitaine a lieu le 15 novembre 1931 lors de son 33e match.
Il gagne la Coupe du monde 1934 avec l'équipe d'Italie, dont il est le capitaine. Gianpiero Combi est, avec Dino Zoff et Iker Casillas, l'un des rares gardiens de but à avoir remporté une Coupe du monde en tant que capitaine.
À la fin de sa carrière il totalise 47 sélections en équipe d'Italie, entre 1924 et 1934, ce qui constitue un record pour l'époque.

### Hommage et postérité
En hommage à sa carrière, la Juventus décide en 1956 de rebaptiser son centre d'entraînement (jusqu'alors nommé le Campo Sportivo Juventus) en Campo sportivo Gianpiero Combi.

## Palmarès

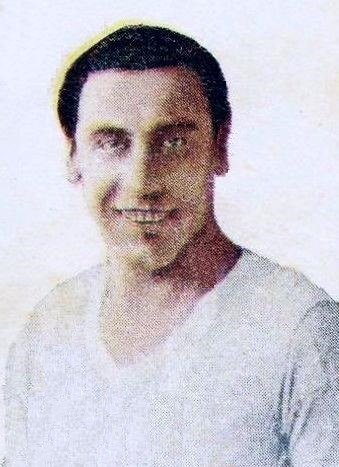
Gianpiero Combi vers 1930.

| Juventus - Championnat d'Italie (5) : - Champion : 1925-26, 1930-31, 1931-32, 1932-33 et 1933-34. |  | Italie - Coupe du monde (1) : - Vainqueur : 1934. - Coupe internationale (1) : - Vainqueur : 1933-1935. - Jeux olympiques : - Bronze : Amsterdam 1928. |

## Carrière
| Club               | Saison     | Championnat         | Championnat | Championnat | Coupe  | Coupe | Coupe d'Europe | Coupe d'Europe | Coupe d'Europe | Total  | Total |
| Club               | Saison     | Compétition         | Matchs      | Buts        | Matchs | Buts  | Compétition    | Matchs         | Buts           | Matchs | Buts  |
| ------------------ | ---------- | ------------------- | ----------- | ----------- | ------ | ----- | -------------- | -------------- | -------------- | ------ | ----- |
| Juventus ( Italie) | 1921-1922  | Prima Divisione     | 9           | -13         | -      | -     | -              | -              | -              | 9      | -13   |
| Juventus ( Italie) | 1922-1923  | Prima Divisione     | 21          | -21         | -      | -     | -              | -              | -              | 21     | -21   |
| Juventus ( Italie) | 1923-1924  | Prima Divisione     | 21          | -19         | -      | -     | -              | -              | -              | 21     | -19   |
| Juventus ( Italie) | 1924-1925  | Prima Divisione     | 24          | -21         | -      | -     | -              | -              | -              | 24     | -21   |
| Juventus ( Italie) | 1925-1926  | Prima Divisione     | 27          | -19         | -      | -     | -              | -              | -              | 27     | -19   |
| Juventus ( Italie) | 1926-1927  | Divisione Nazionale | 28          | -23         | 1      | 0     | -              | -              | -              | 29     | -23   |
| Juventus ( Italie) | 1927-1928  | Divisione Nazionale | 32          | -40         | -      | -     | -              | -              | -              | 32     | -40   |
| Juventus ( Italie) | 1928-1929  | Divisione Nazionale | 28          | -25         | -      | -     | CEC            | 3              | -3             | 31     | -28   |
| Juventus ( Italie) | 1929-1930  | Serie A             | 34          | -31         | -      | -     | -              | -              | -              | 34     | -31   |
| Juventus ( Italie) | 1930-1931  | Serie A             | 29          | -33         | -      | -     | -              | -              | -              | 29     | -33   |
| Juventus ( Italie) | 1931-1932  | Serie A             | 34          | -38         | -      | -     | CEC            | 4              | -7             | 38     | -45   |
| Juventus ( Italie) | 1932-1933  | Serie A             | 34          | -23         | -      | -     | CEC            | 4              | -8             | 38     | -31   |
| Juventus ( Italie) | 1933-1934  | Serie A             | 29          | -29         | -      | -     | CEC            | 6              | -8             | 35     | -37   |
|                    | Total Juve |                     | 350         | -335        | 1      | 0     |                | 17             | -26            | 368    | -361  |
| Total carrière     |            |                     | 350         | -335        | 1      | 0     |                | 17             | -26            | 368    | -361  |